# Plymouth (Wisconsin)
Plymouth é uma cidade localizada no estado norte-americano de Wisconsin, no Condado de Sheboygan.

## Demografia
Segundo o censo norte-americano de 2000, a sua população era de 7781 habitantes.
Em 2006, foi estimada uma população de 8280, um aumento de 499 (6.4%).

## Geografia
De acordo com o United States Census Bureau tem uma área de
10,8 km², dos quais 10,6 km² cobertos por terra e 0,2 km² cobertos por água.

## Localidades na vizinhança
O diagrama seguinte representa as localidades num raio de 16 km ao redor de Plymouth.